# 里茲蘭丁 (明尼蘇達州)
里茲蘭丁（英語：Reads Landing）是位於美國明尼蘇達州瓦巴沙縣丕平鎮區的一個非建制地區。

## 歷史
里茲蘭丁於1856年成立，此地曾是明尼蘇達州候選州首府之一。里茲蘭丁的郵局自1850年營運至今。

## 地理
里茲蘭丁所處的海拔為高於海平面216米（即709英呎），而該地所採用的時區為UTC-6，即北美中部時區（CST）。同時該地設有夏令時間，為UTC-6調快一小時，即UTC-5（CDT）。